# フランシス・ヤングハズバンド
サー・フランシス・エドワード・ヤングハズバンド（英: Sir Francis Edward Younghusband、1863年5月31日 - 1942年7月31日）は、イギリスの陸軍将校、探検家、スピリチュアル・ライター。
極東や中央アジア探検で知られ、わけても1904年のチベット行ではチベット人の虐殺事件を起こした。アジア情勢や外交政策に関する著作がある。チベット行政長官や王立地理学会長を歴任。軍での最終階級は中佐。インドの星勲章 (KCSI) 、インド帝国勲章 (KCIE) 受章。

## 人物・生涯

### 若年期
1863年、イギリス領インド（現パキスタン）の夏の首都マリー（Murree）でジョン・W・ヤングハズバンド陸軍少将と妻クララ・ジェーン・ショウの第二子として生まれる。中央アジアを探検したロバート・ショウはクララの兄か弟にあたる。
幼少期はイングランドで母とともに過ごし、母が1867年にインドに向かうと厳格なクリスチャンである叔母のもとに預けられた。1870年にイングランドに帰ってきた両親と再会を果たした。1876年、13歳のときにブリストルのクリフトン・カレッジに入学。1881年にサンドハースト王立陸軍士官学校に進学し、その翌年第1国王近衛竜騎兵連隊の准大尉に任ぜられた。

### 軍歴

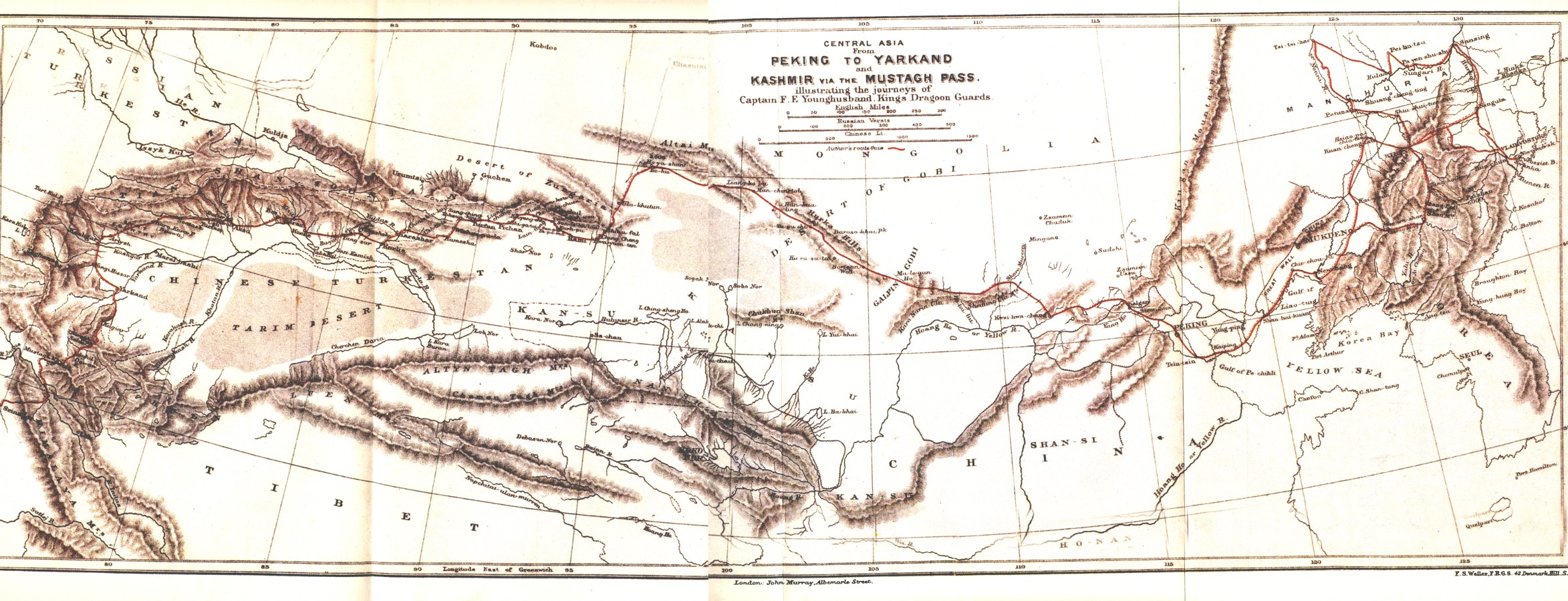
北京からカシミールまでの行程

1886年、ヤングハズバンドは所属連隊を離れて探検隊を組んだ。一行は、満州からゴビ砂漠を突っ切り、カシミールでカラコルム山脈のマスタフ峠を越えてインドに至るルートを発見。この功績により、彼は王立地理学会から最年少会員に抜てきされ、学会のゴールドメダルを賜わった。

#### フンザ・ナガル戦争
大尉に昇格した1889年には、フンザの侵略者がヤルカンドとインドをむすぶ交易路を荒らしていたラダック北部の辺境に、グルカ兵つきで送り込まれた。彼はヤルカンド川の渓谷で幕営し、前線からの電報を待つかたわら、「グレートゲーム」の好敵手であるロシアのブロニスラフ・グロンブチェフスキー指揮官を晩餐に招いた。グロンブチェフスキーのキャンプに呼ばれることもあり、そのときは夕食をともにし、ウォッカとブランデーを酌み交わしながら、イギリスがインドやロシアに侵攻する可能性について論じた。ヤングハズバンドはグロンブチェフスキーの馬術の腕前に感銘を受け、グロンブチェフスキーはグルカ兵の錬度に感嘆した。この後、グロンブチェフスキーはチベット方面に赴き、ヤングハズバンドはカラコルム探検を続行した。
1890年には通訳のジョージ・マカートニーと新疆省（現新疆ウイグル自治区）に向かい、カシュガルで一冬を越した後、パミール高原経由でインドに帰還した。この道中、ワハーン回廊のボザイ・グンバズでロシア軍兵士からこの地に留まるよう脅迫される事件があり、翌1891年のフンザ＝ナガル戦役の引き金となった。
カシミール駐屯中、ヤングハズバンドはファッションデザイナーのエドワード・モリニューの依頼でKashmirを著した。モリニューが渓谷の挿絵を付したその著書で、彼はカシミールの自然と歴史に惜しみない称賛を送っている。
1890年には、中国側からカシミールに至った行程における地理学的観察の功績に対して、王立地理学会から金メダル（パトロンズ・メダル）を贈られた。
陸軍からの出向という形で、1890年にインド政務官に着任した。
イギリスとロシアの「グレートゲーム」は20世紀に入っても続いたが、ヤングハズバンドはスヴェン・ヘディン、オーレル・スタインなどの探検家に積極的に同行した。

#### チベット侵攻と虐殺事件
ロシアのヒンドゥークシュ山脈やチベットへの影響力深化に悩まされたインド総督のジョージ・カーゾン卿の任で、1902年から1904年までチベット長官を務めた。この時分には階級も少佐に出世していた。
1903年から翌年にかけて、ヤングハズバンドはカーゾン総督の命で、シッキム政務官のジョン・クロード・ホワイト及びアニー・ロイル・テイラーとともにチベット探検に乗り出した。しかしこれはシッキム＝チベット間の国境問題を解決するための、中央の指示を超えた「侵攻」になってしまった 。
チベット国境から100キロほど行ったギャンツェへの道中、探検隊は地元のチベット人と対立し、チベット人民兵600から700人（多くは僧侶）を虐殺する惨事へと発展した。死傷者の数には諸説あり、イギリス側の犠牲者5人に対して5000人のチベット人が殺されたとする推計もある。英軍はブータンのウゲン・ワンチュク国王から援助を受けていたため、国王の貢献に対してナイトの称号を贈った。
1891年、ヤングハズバンドはインド帝国勲章の勲三等を受勲し、1904年には勲二等に叙された。1917年には「インドの星勲章」の勲二等も賜った。1901年にはカイザール＝イ＝ヒンド・メダルを受章した。
イギリスに帰国する前の1906年、ヤングハズバンドはイギリス人官吏としてカシミールに赴任し、そこで多くのクラブや協会に加わった。軍内では1908年に中佐に昇格。第一次世界大戦時には「ファイト・フォア・ライト」 (Fight for Right) という愛国運動を展開した。
1919年になると王立地理協会の会長に就任、その2年後にエベレスト委員会の委員長になった。彼はジョージ・マロリーなどの登山家にたいして、エベレスト行を積極的に働きかけた。エベレスト探検隊はそれ以前のチベット探検と同じルートを進んだ。
1938年にはチベット遠征を計画していたエルンスト・シェーファーの説得にかかったが、当人の希望で実現しなかった。

### 私生活
1897年、ヤングハズバンドはチャールズ・マグニアック庶民院議員の娘にあたるヘレン・オーガスタ・マグニアックと結婚し、2子をもうけた。息子のほうは夭折したが、娘のアイリーン・ヤングハズバンド（1902年 - 1981年）は後年、ソーシャルワーカーとして名を馳せた。
夫妻は1921年から1937年までケント州ウェスターハムに暮らしたが、妻は赴任についてこなかった。1939年には32歳年下のマデリン・リーズと出会い、終生愛人にした。

### 思想
伝記作家のパトリック・フレンチは、ヤングハズバンドについて次のように記している。
| 「 | 福音主義の家に生まれ育った彼はトルストイ流の質素な生活に感化され、チベット山中で神から啓示を受け、カシミールではテレパシーにもてあそばれ、男性的な人種論に根ざした新しい信仰を見出し、それはバートランド・ラッセルのいう「無宗教の宗教」に発展した。 | 」 |

彼は「宇宙線の魔力を崇め、アルタイルに半透明の身体を持つ生命体がいると言ってはばからない」、「早すぎるヒッピー」（フレンチ）となった。1904年のチベット撤退時には身体が「全世界の愛」でつつまれる神秘体験を経験し、自身が「神に選ばれし男」であることを確信したという。これがきっかけで侵攻を後悔したヤングハズバンドは、1936年に世界宗教議会をまねて世界信仰会議を創設した。
ヤングハズバンドは、いまでいうニューエイジものの著作も多数出版し、ガイア理論や汎神論を主張した。アルタイルにはキリストのような「世界の指導者」がいて、テレパシーで精神的な指導を与えているとも説いた。
自由恋愛 (Free love) も信奉し、現行の結婚制度を「古くさいしきたり」と切り捨てた。彼が終生愛人にしたマデリン・リーズにも「身体的な結合は魂の結合を弱めないばかりか、むしろ強めるものだと私は悟った」と書き送り、彼女もこれに同意した。二人に子どもがいたかどうかは定かでない。
ヤングハズバンド家で使用人として仕えたグラディス・エイルウォード（艾偉徳）は中国で宣教師になった。彼女の生涯を描いたイングリッド・バーグマン主演の映画『六番目の幸福』にはヤングハズバンドも登場する。

### 死去
1942年7月、バーミンガムで行われた世界信仰会議の会合の帰路に脳卒中で倒れた。31日にドーセットのリッチェット・ミンスターにあるマデリン・リーズの家で心不全のため亡くなり、村の教会墓地に葬られた。

## 著作
ヤングハズバンドには、1895年から1942年の間に、アジアでの出来事、探検、登山、哲学、霊性（精神世界）、政治などを題材にした全26作に及ぶ著書がある。
- Younghusband, Sir Francis The Epic of Mount Everest (ISBN 0-330-48285-8, reprint 2001).
- Younghusband, Sir Francis Modern Mystics (ISBN 1-4179-8003-6, reprint 2004).

### 日本語訳
- ヤングハズバンド, フランシス 著、田辺主計 訳『エヴェレスト登山記』第一書房、1930年。全国書誌番号:47029753。
- ヤングハズバンド, フランシス 著、筧太郎 訳『ゴビよりヒマラヤへ』朝日新聞社〈大陸叢書〉、1939年。全国書誌番号:47035658。1巻。
- ヤングハズバンド, フランシス 著、村山公三 訳『西蔵―英帝国の侵略過程』小島書店、1943年。全国書誌番号:46005246。
  - 改訂版〈近代チベット史叢書〉5巻、慧文社、2009年。
- ヤングハズバンド, フランシス 著、石一郎 訳『カラコルムを越えて』白水社〈西域探検紀行全集5〉、1966年。全国書誌番号:49006684。5巻。
  - 再刊新版〈西域探検紀行選集〉（白水社、2004年、ISBN 4560031479）ほか。
- ヤングハズバンド, フランシス 著、水口志計夫 訳『カラコルムを越えて』角川書店〈角川文庫〉、1968年。

### 日本語文献
- 金子民雄『ヤングハズバンド伝　激動の中央アジアを駆け抜けた探検家』白水社、2008年。ISBN 4560030480。